# Эшен-Маурен (футбольный клуб)
«Эшен-Маурен» (нем. Unterländer Spielervereinigung Eschen-Mauren) — лихтенштейнский футбольный клуб из города Эшен. Выступает в швейцарской Первой лиге в третьей группе. Пятикратный обладатель кубка Лихтенштейна. Последний раз команда завоевала титул в 2012 году — в серии пенальти со счетом 6:4 был переигран Вадуц.

## История

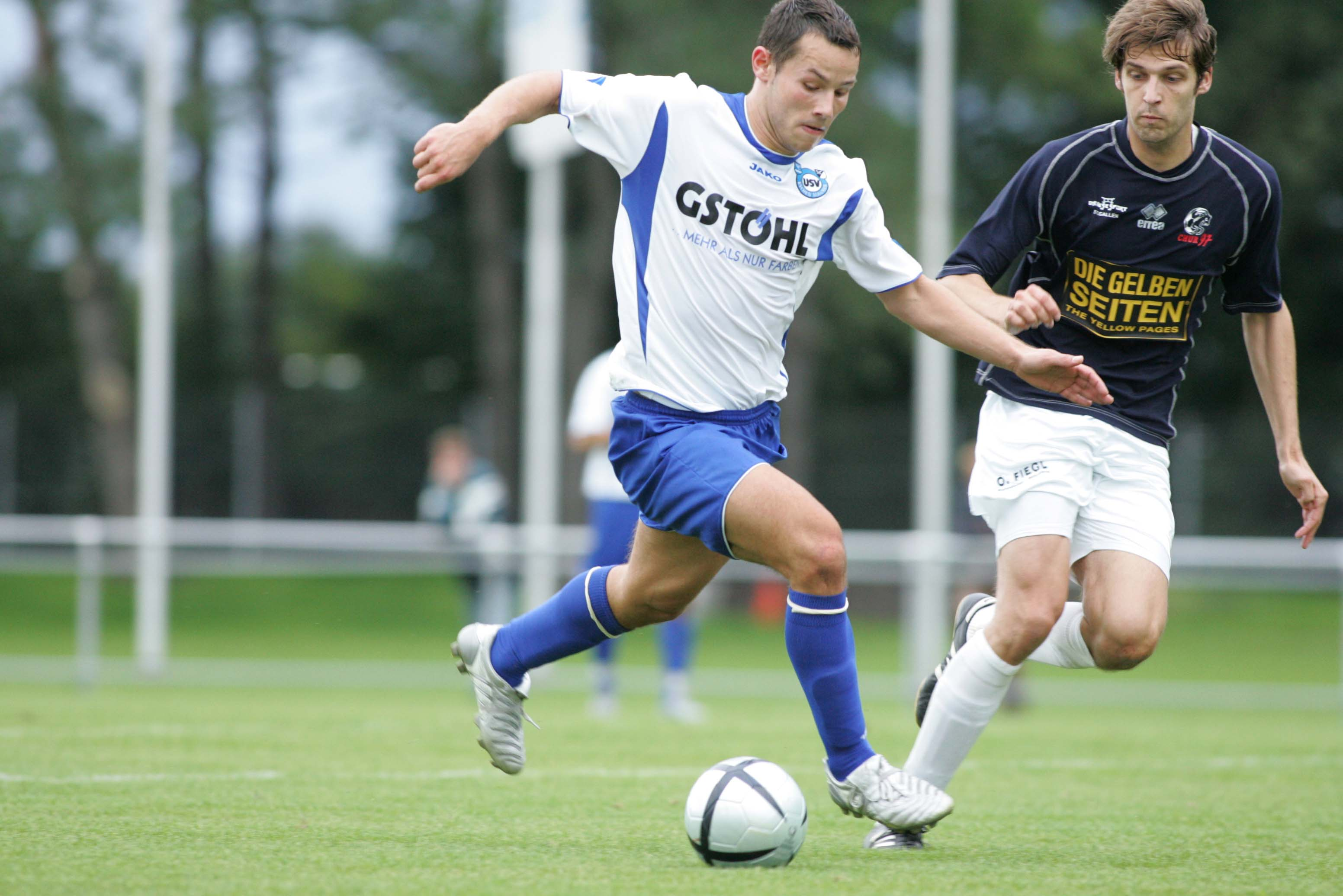
Ронни Бюхель в игре за «Эшен-Маурен»

«Эшен-Маурен» был основан путём слияния футбольных команд «Эшен» и «Маурен» в один клуб. «Маурен» существовал в период с 1954 по 1959 гг., а «Эшен» был основан в 1960 году, а в 1963 реорганизован как USV Eschen. Этот год и считается официальной датой основания клуба. Спустя два года имя клуба приняло окончательное название — USV Eschen-Mauren. Как и другие клубы Лихтенштейна, играет в швейцарской футбольной системе.
С 1975 года играл во Второй Швейцарской лиге. «Эшен-Маурен» впервые вышел в Первую лигу по итогам сезона 1998/99, однако продержался там всего год. В сезоне 2007/08 «Эшен-Маурен» снова оказался в Первой лиге, где и выступает по сей день. Домашние матчи команда проводит на стадионе «Шпортпарк Эшен-Маурен», вмещающем 2 100 зрителей.
В 2012 году, после победы в кубке Лихтенштейна, клуб впервые принял участие в еврокубках. В первом раунде квалификации Лиги Европы был выбит исландским Хабнарфьордюром с общим счетом 1:3 (1:2 на выезде и 0:1 дома).

## Достижения
Кубок Лихтенштейна
- Обладатель (5 раз): 1976, 1977, 1978, 1987, 2012
- Финалист (18 раз, рекорд): 1979, 1982, 1983, 1985, 1988, 1989, 1990, 1995, 1996, 1998, 2002, 2005, 2009, 2010, 2011, 2014, 2017, 2022

Межрегиональная лига Швейцарии
- Победитель (2 раза): 1998/1999, 2007/2008

## Выступление в еврокубках
| Сезон   | Турнир      | Раунд | Клуб          | Счёт     |
| ------- | ----------- | ----- | ------------- | -------- |
| 2012/13 | Лига Европы | 1Q    | Хабнарфьордюр | 1-2, 0-1 |

## Состав
| №  |                   | Поз. | Имя             | Год рождения |
| -- | ----------------- | ---- | --------------- | ------------ |
| 1  | Флаг Лихтенштейна | Вр   | Армандо Майер   | 1999         |
| 2  | Флаг Швейцарии    | ПЗ   | Алессио Шмид    | 1997         |
| 3  | Флаг Лихтенштейна | Вр   | Фабиан Люхингер | 2001         |
| 4  | Флаг Швейцарии    | Защ  | Нико Тёни       | 1995         |
| 5  | Флаг Лихтенштейна | Защ  | Иван Квинтанс   | 1989         |
| 6  | Флаг Швейцарии    | ПЗ   | Марк Менци      | 1997         |
| 7  | Флаг Лихтенштейна | ПЗ   | Симон Кюне      | 1994         |
| 9  | Флаг Швейцарии    | ПЗ   | Свен Леманн     | 1991         |
| 12 | Флаг Лихтенштейна | Вр   | Клаудио Майер   | 1996         |
| 13 | Флаг Лихтенштейна | ПЗ   | Робин Губзер    | 1991         |

| №  |                   | Поз. | Имя                 | Год рождения |
| -- | ----------------- | ---- | ------------------- | ------------ |
| 15 | Флаг Австрии      | Защ  | Штефан Зондереггер  | 1994         |
| 16 | Флаг Швейцарии    | ПЗ   | Лука Бляйш          | 1999         |
| 20 | Флаг Швейцарии    | Защ  | Михаэль Альдер      | 1998         |
| 21 | Флаг Лихтенштейна | ПЗ   | Сандро Вольфингер   | 1991         |
| 22 | Флаг Швейцарии    | Нап  | Михаэль Бэрч        | 1991         |
| 23 | Флаг Лихтенштейна | ПЗ   | Ливио Майер         | 1998         |
| 24 | Флаг Лихтенштейна | Нап  | Филипп Ошпельт      | 1992         |
|    | Флаг Австрии      | Защ  | Александар Петкович | 1995         |
|    | Флаг Лихтенштейна | Защ  | Роман Шпириг        | 1998         |
|    | Флаг Лихтенштейна | Защ  | Аарон Саланович     | 2001         |
|    | Флаг Лихтенштейна | ПЗ   | Лука Риттер         | 1997         |
|    | Флаг Лихтенштейна | ПЗ   | Мендерес Каглар     | 1999         |
|    | Флаг Швейцарии    | ПЗ   | Михаэль Шеррер      | 1995         |
|    | Флаг Австрии      | Нап  | Батухан Топлу       | 2001         |
|    | Флаг Лихтенштейна | Нап  | Фабио Вольфингер    | 1996         |
|    | Флаг Лихтенштейна | Нап  | Никлас Бек          | 2001         |